# Mongolensturm

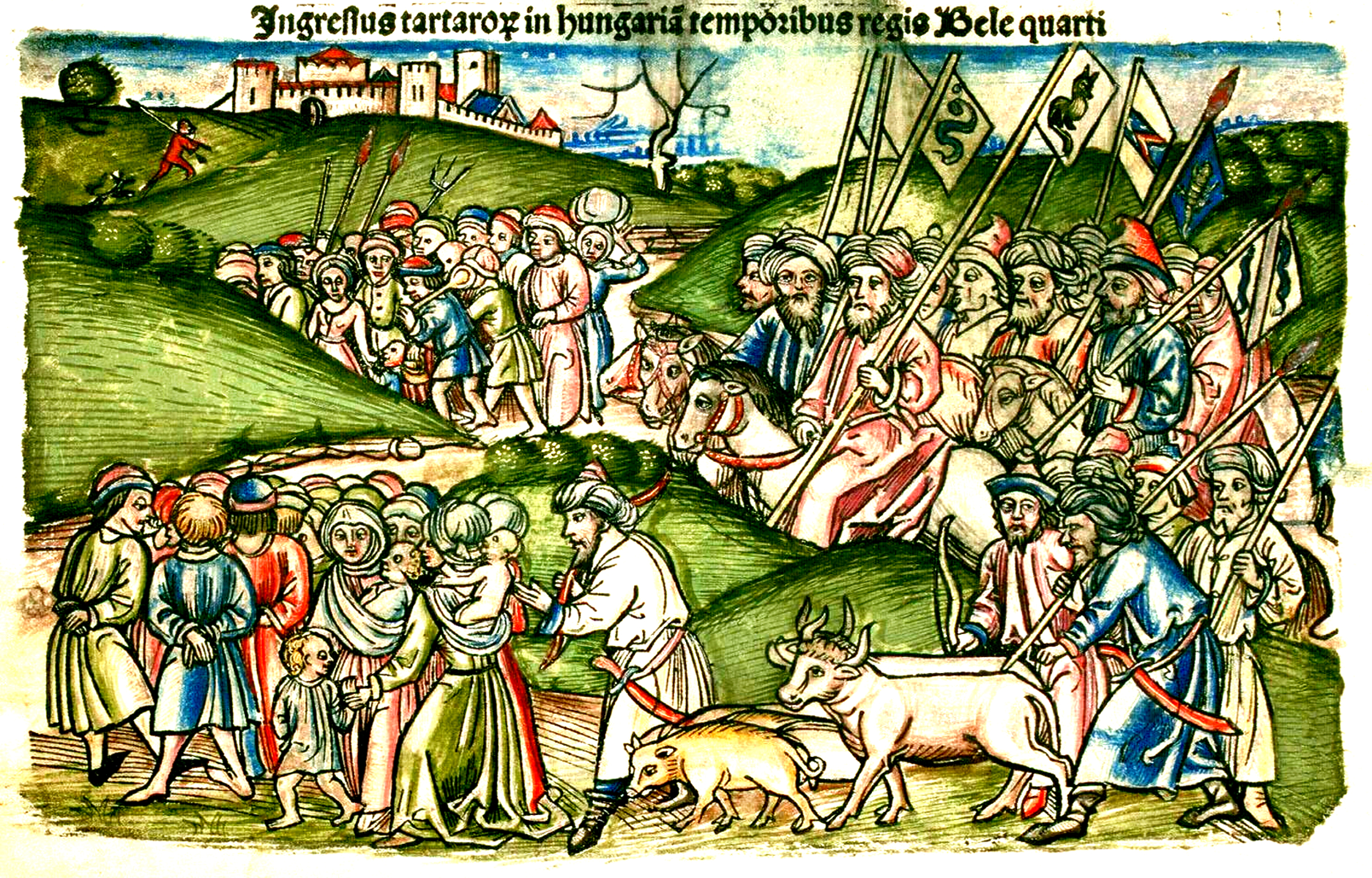
Nach der Schlacht bei Muhi (1241) schleppen Mongolen versklavte Ungarn fort. (In der Darstellung von 1488 sind die Mongolen als Muslime dargestellt.)

Als Mongolensturm oder Tatarensturm werden sowohl in der abendländischen als auch in der arabischen und persischen Geschichtsschreibung der Einfall der Mongolen (fälschlicherweise auch als Tataren, später auch als „Tataro-Mongolen“ bezeichnet) in zahlreiche Staaten Asiens und Europas und die damit verbundenen Zerstörungen bezeichnet.

## Geschichte

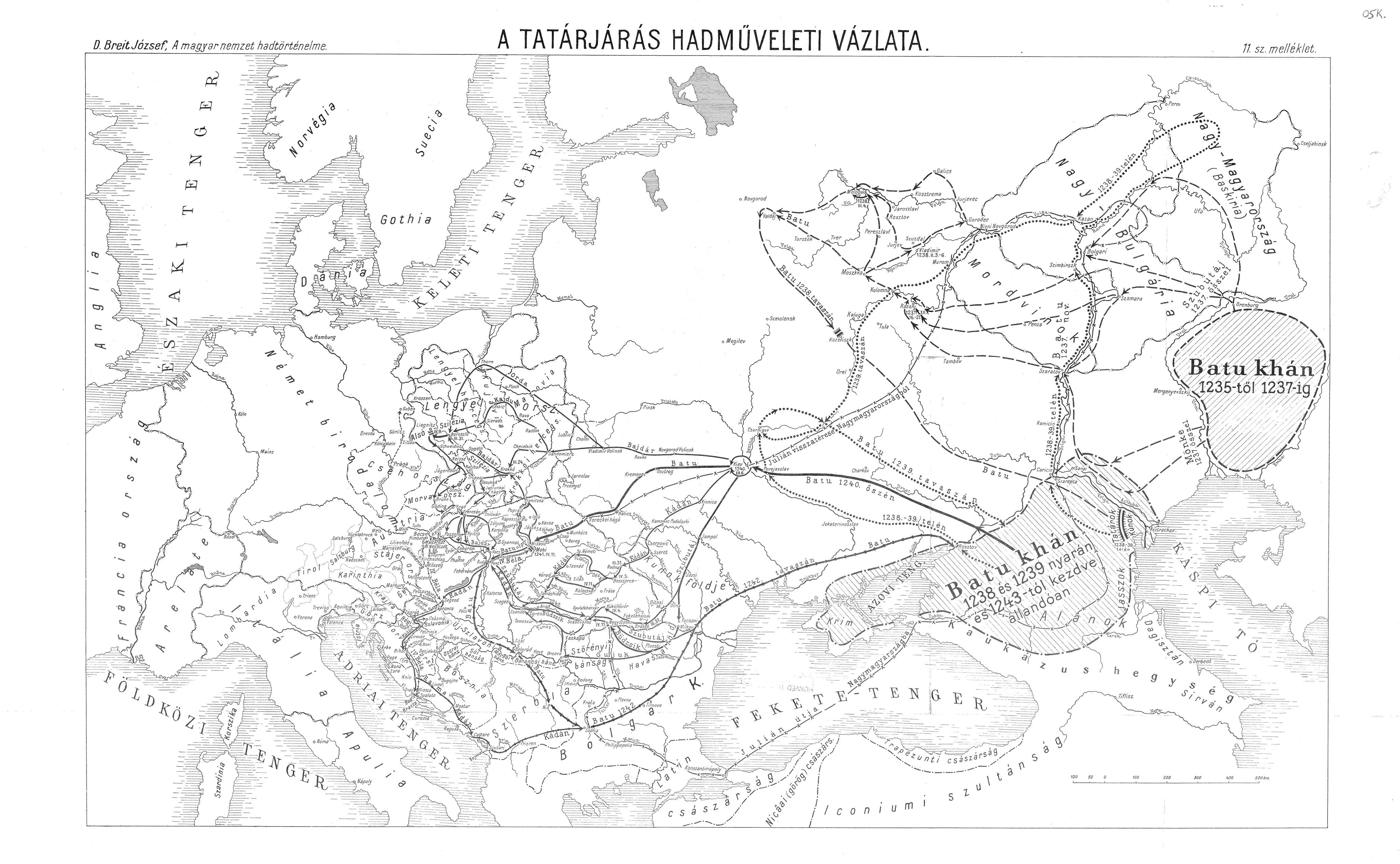
Mongolensturm 1237–1242

Nach der Ausrufung eines obersten Herrschers mit dem Titel Dschingis Khan im Jahr 1206 unterwarfen die Mongolen (von den Rus zum Teil auch als „Tataren“ bezeichnet) weite Gebiete in Nord- und Mittelasien.
Nach ersten feindseligen Kontakten zwischen Mongolen, Russen und Kiptschaken (Kumanen), die 1223 in der Schlacht an der Kalka ihren Höhepunkt fanden, führte ein weiterer Feldzug, diesmal angeführt von Batu Khan, Sohn des Dschötschi, eines Sohnes Dschingis Khans, anderthalb Jahrzehnte später wieder ein mongolisches Heer nach Europa. Die Mongolen eroberten 1237 zunächst das Reich der Wolgabulgaren; ab dem Jahr 1238 griffen sie die Fürstentümer der Kiewer Rus an und zerstörten am 20. Januar 1238 Moskau, 1240 unter anderem Kiew.
Anschließend war die Eroberung Europas innerhalb der nächsten 18 Jahre geplant; als erster Schritt wurde Ungarn erobert, wozu zwei Armeeabteilungen eingesetzt wurden. Der Einfall der ersten Abteilung in Kleinpolen, Schlesien und Teilen Brandenburgs im Sommer 1241 rief wie geplant ein deutsch-polnisches Heer auf den Plan, das in der (ersten) Schlacht bei Liegnitz vernichtend geschlagen wurde. Damit wurde eine mögliche Flankenbedrohung aus Ländern ausgeschaltet, deren Herrscher mit dem ungarischen König verwandt waren. Diese Abteilung zog dann über Mähren und Niederösterreich nach Ungarn, wo bereits einen Tag nach der Schlacht bei Liegnitz das Aufgebot des ungarischen Königs Béla IV. in der Schlacht bei Muhi durch das mongolische Hauptheer besiegt worden war. Ganz Ungarn wurde besetzt, mongolische Vorausabteilungen erreichten die kroatische Adria und Thrakien.
Dies verbreitete in ganz Europa Angst und Schrecken, niemand kam Ungarn zu Hilfe, es gab erste Angebote anderer Länder, sich den Mongolen zu unterwerfen.
Aber als der Großkhan Ögedei im Dezember 1241 starb und Batu zur Wahl des neuen Großkhans in die Mongolei zurückkehren musste, zogen sich die Mongolen – für Europa völlig überraschend – aus Ungarn zurück. Da Batu die Wahl aus taktischen Gründen verzögerte, blieb sein Teilreich („goldene Horde“) zunächst militärisch untätig.
Vor allem Ungarn mit Siebenbürgen und Bulgarien erholten sich lange nicht von den Zerstörungen und Bevölkerungsverlusten durch die Überfälle. Die Reisen von Johannes de Plano Carpini und Wilhelm von Rubruk zu den Mongolen waren direkte Folgen des für die Europäer überraschenden Auftretens der Mongolen.
In Asien zerstörten die Mongolen um 1220 das Reich der Choresm-Schahs. Die Versuche des Thronfolgers Dschalal ad-Din, ein neues Reich aufzubauen, blieben nach Kämpfen gegen die Mongolen und Kai Kobad I., den Herrscher der Rum-Seldschuken, erfolglos, sodass nach Dschalal ad-Dins Tode 1231 die mongolische Herrschaft über Isfahan und Persien gesichert war. Die Rum-Seldschuken in Kleinasien wurden nach der Schlacht vom Köse Dağ 1243 zu Vasallen degradiert, und das Abbasiden-Kalifat mit Sitz in Bagdad ging nach der Eroberung der Stadt 1258 unter. Wenige Jahre später und bis zum Ende des 13. Jahrhunderts fielen mongolische Heere auch in den Norden Indiens ein, wo sie jedoch von Ala ud-Din Khalji, dem damaligen Sultan von Delhi, ab 1297 mehrfach besiegt wurden.
Die Mongolen berücksichtigten bereits Aspekte der „psychologischen Kriegführung“: Auf Widerstand und Verrat reagierten sie selbst für die damalige Zeit ungewöhnlich brutal, mit Erdöl übergossene und verbrannte Pyramiden aus tausenden abgeschlagenen Schädeln (Schädeltürme) sind auch während späterer mongolischer Invasionen aus dem frühen 15. Jahrhundert unter Timur überliefert.
Erst 1260 konnten die ägyptischen Mamluken in der Schlacht bei ʿAin Dschālūt den mongolischen Verbänden erstmals Einhalt gebieten, 1279 wurden die letzten Gebiete der südlichen Song-Dynastie im heutigen China von den Heeren des Kublai Khan überrannt. Eine zweite Invasion der Mongolen in Ungarn erfolgte 1285; sie wurde zurückgeschlagen. Als Faktoren für diesen militärischen Erfolg werden der nach der Niederlage von 1246 in Angriff genommene Bau von steinernen Burgen und Stadtbefestigungen genannt sowie der verstärkte Einsatz von Armbrustschützen und schwer gewappneten Reitern. Die dritte Invasion Polens scheiterte zwei Jahre später. Nach 1287 beschränkten sich in Europa die Angriffe der nunmehr islamisierten Mongolen und Tataren zumeist auf die Nachfolgestaaten der Kiewer Rus, die dem mongolischen Nachfolgereich der Goldenen Horde untertan wurden. In Asien jedoch wurden von den Nachfolgern Kublai Khans Japan, Indonesien und Vietnam sowie von den Ilkhanen und Timur Indien und Syrien angegriffen.

## Begriffskritik
In abendländischen Chroniken wurden Mongolen und Tataren oftmals gleichgesetzt und neuerdings vor allem in russischen Quellen gelegentlich zu Tataro-Mongolen zusammengefasst. Für die Angriffe im 13. Jahrhunderts ist jedoch von mongolischer Eroberung zu sprechen, deren erste Opfer gerade die ethnisch und sprachlich von den Mongolen verschiedenen Tataren geworden waren. Der österreichische Historiker Johannes Gießauf verweist darauf, dass das Volk der Tataren bereits unter Dschingis Khan († 1227) fast vollständig von den Mongolen ausgerottet und die geringfügigen Überreste von den Mongolen assimiliert wurden.